# Museo Antártico
El Museo Antártico "General de División Hernán Pujato" fundado en 2004 es un museo militar del Estado Mayor Conjunto de las Fuerzas Armadas con sede en La Boca (CABA) y en la órbita de la red de museos de la defensa bajo gestión del Ministerio de Defensa.
El museo bajo la dependencia del Comando Conjunto Antártico exhibe los materiales, vestimentas y fotografías históricas puestos a disposición por el Ejército Argentino y las otras Fuerzas Armadas y donados por antiguos expedicionarios y sus familiares, permitiendo ilustrar las campañas, misiones y expediciones al continente blanco realizadas desde 1904 en adelante.
El material incluye la primera Bandera de la Nación izada por la expedición del general Jorge Edgar Leal en el Polo Sur en 1965.